# Speculanas specularis
L'anatra dagli occhiali (Speculanas specularis King, 1828) è un uccello della famiglia degli Anatidi. È l'unica specie del genere Speculanas.

## Distribuzione e habitat
S. specularis è diffusa nelle valli andine del Cile meridionale e dell'Argentina centro-occidentale. Segnalata come accidentale nelle isole Malvinas.